# Lisa vétérinaire
Lisa vétérinaire est le quinzième épisode de la vingt-septième saison de la série télévisée Les Simpson et le 589e épisode de la série. Il est sorti en première sur le réseau Fox le 6 mars 2016.

## Synopsis
Une énième farce de Bart permet à Lisa de montrer son talent à sauver des animaux lors d'une sortie au parc aquatique. Elle va peu à peu s'exercer au métier de vétérinaire. De son côté, Marge trouve un nouveau moyen de pouvoir se faire de l'argent en nettoyant les scènes de crime, ce qui finit par atténuer sa sensibilité.